# Cathédrale de Bisignano
La cathédrale de Bisignano est une église catholique romaine de Bisignano, en Italie. Il s'agit d'une cocathédrale de l'archidiocèse de Cosenza-Bisignano.